# バート・ソマー
バート・ソマー（Bert Sommer、1949年2月7日 - 1990年7月23日）は、アメリカ合衆国のフォークシンガー。1969年のウッドストック・フェスティバルの出演者のひとり。ウッドストックでは、フェスティバルのことを歌った「We're All Playing In The Same Band」という曲を作り、この曲は1970年9月12日付のBillboard Hot 100 チャートで48位まで上昇した。

## 経歴
ニューヨーク州ロングアイランド出身のソマーは、十代から音楽活動を始めていた。
1966年に「いとしのルネ (Walk Away Renée)」をヒットさせていたバロック・ポップ・グループ、レフト・バンクのソングライターでキーボード奏者だったマイケル・ブラウン (Michael Brown)が、1967年にバンドの他のメンバーと対立し、セッションミュージシャンを使ってからレフト・バンク名義のシングル盤「"Ivy Ivy" / "And Suddenly"」を制作した際、ボーカルとしてこれに参加し、共作者にも名を連ねた。
ソマーは、1968年にミュージカル『ヘアー』のオリジナル・ブロードウェイ公演のキャストとなり、ウーフ (Woof)役を演じた。膨らむような長髪にしたソマーの頭の写真は、この公演のパンフレット類に使用された。
キャピトル・レコードと契約して1969年に最初のアルバムを発表していたソマーは、キャピトルの副社長を辞めてウッドストック・フェスティバルの事業に乗り出していたアーティー・コーンフェルド (Artie Kornfeld)に誘われ、フェスティバルに参加することになった。『ヴィレッジ・ヴォイス』誌に募集広告を出して揃えた2人のミュージシャンを従えて、ソマーはウッドストック・フェスティバルの初日に登場。10曲を演奏し、特にサイモン&ガーファンクルの曲「アメリカ」を演奏した際にはスタンディングオベーションが起こった。
ウッドストックでの評判は、翌年の「We're All Playing In The Same Band」のヒットに繋がったが、ソマーにとって不運なことに、ウッドストックのライブ盤や映画の制作権は、最終的にワーナー・ブラザース・レコード及びワーナー・ブラザースに渡り、キャピトルと契約していたソマーの演奏は、ライブ盤にも、映画『ウッドストック/愛と平和と音楽の三日間』（1970年）にも収録されなかった。ウッドストックへの出演をきっかけに有名になったミュージシャンやバンドが数多くいた一方で、出演し、好評を博したにもかかわらず記録に残されなかったソマーは、やがて「ウッドストックの忘れられた男」となっていった。
1970年代のソマーは、音楽活動を続けたものの表舞台には立てず、俳優業も続けていた。1976年には子ども向けのテレビ番組『The Krofft Supershow』に、番組の中心となるロック・バンド「Kaptain Kool and the Kongs」のメンバーのひとりフラットブッシュ (Flatbush)として出演したが、この番組の第2シーズンには出演しなかった。
その後、ソマーはニューヨーク州オールバニに定住し、地元で音楽活動を続けた。
ソマーは、永く呼吸器疾患を患っていたが、闘病の末、1990年7月23日にニューヨーク州トロイで没した。1990年6月11日に、友人でドラマーのジョニー・ラブ (Johnny Rabb)とトロイで演奏したのが、最後の公演となった。

## ディスコグラフィ

### スタジオ・アルバム
- The Road To Travel (1969年、Capitol)
- 『インサイド』 - Inside Bert Sommer (1970年、Eleuthera)
- 『バート・ソマー』 - Bert Sommer (1970年、Buddha)
- Bert Sommer (1977年、Capitol)

### 参加コンピレーション・アルバム
- Woodstock: 40 Years on: Back to Yasgur's Farm (2009年、Rhino) ※ウッドストックにおける演奏を3曲収録したボックスセット